# Discographie de La Fouine
La discographie du rappeur français La Fouine se résume à 8 albums studios, 6 mixtapes, 92 singles et 78 clips vidéo.

## Albums
| Titre               | Détails de l'album | Meilleure position | Meilleure position | Meilleure position | Meilleure position | Ventes  | Certifications |
| Titre               | Détails de l'album | FRA                | BE-FR              | BE-NL              | SUI                | Ventes  | Certifications |
| ------------------- | --- | ------------------ | ------------------ | ------------------ | ------------------ | ------- | -------------- |
| Bourré au son       | - Sortie : 25 avril 2005 - Label : Sony Music Entertainment,Jive-Epic, Small Stone Records - Format : CD, téléchargement digital  | 82                 | —                  | —                  | —                  | 50 000  |                |
| Aller-Retour        | - Sortie : 12 mars 2007 - Label : Sony Music Entertainment, Jive-Epic - Format : CD, téléchargement digital                       | 21                 | 70                 | —                  | —                  | 100 000 |                |
| Mes repères         | - Sortie : 23 février 2009 - Label : Sony Music Entertainment, Jive-Epic, Banlieue Sale - Format : CD, téléchargement digital     | 2                  | 13                 | —                  | 70                 | 150 000 | Or             |
| La Fouine vs Laouni | - Sortie : 14 février 2011 - Label : Sony Music Entertainment, Jive-Epic, Banlieue Sale - Format : 2 x CD, téléchargement digital | 1                  | 5                  | —                  | 30                 | 210 000 | Platine        |
| Drôle de parcours   | - Sortie : 4 février 2013 - Label : Sony Music Entertainment, Jive-Epic, Banlieue Sale - Format : CD, téléchargement digital      | 1                  | 2                  | 113                | 6                  | 220 000 |                |
| Nouveau Monde       | - Sortie : 4 mars 2016 - Label : Sony Music Entertainment, Banlieue Sale, Jive Epic - Format : CD, téléchargement digital         | 8                  | 11                 | —                  | 37                 | 35 000  |                |
| Bénédictions        | - Sortie : 24 janvier 2020 - Label : Sony Music Entertainment, Banlieue Sale, Jive Epic - Format : CD, téléchargement digital     | 4                  | 18                 | —                  | 96                 | 15 000  |                |
| XXI                 | - Sortie : 21 mai 2021 - Label : Sony Music Entertainment, Banlieue Sale, Jive Epic - Format : CD, télechargement digital         | 27                 | 72                 | —                  | —                  | 5 000   |                |

## Albums avec Team BS
| Titre   | Détails de l'album | Meilleure position | Meilleure position | Meilleure position | Meilleure position | Ventes  | Certifications |
| Titre   | Détails de l'album | FRA                | BE-FR              | BE-NL              | SUI                | Ventes  | Certifications |
| ------- | --- | ------------------ | ------------------ | ------------------ | ------------------ | ------- | -------------- |
| Team BS | - Sortie : 24 février 2014 - Label : Sony Music Entertainment, Jive-Epic, Banlieue Sale - Format : CD, téléchargement digital | 5                  | 26                 | 168                | —                  | 100 000 | Or             |

## Mixtapes
| Titre                      | Détails de l'album                                                                                    | Meilleure position | Meilleure position | Meilleure position | Ventes | Certifications |
| Titre                      | Détails de l'album                                                                                    | FRA                | BEL                | SUI                | Ventes |                |
| -------------------------- | --- | ------------------ | ------------------ | ------------------ | ------ | -------------- |
| Planète Trappes            | - Sortie : 26 octobre 2004 - Label : Jive-Epic, Addictive Music - Format : CD, téléchargement digital | -                  | -                  | -                  |        |                |
| Planète Trappes volume 2   | - Sortie : 2 mars 2006 - Label : Banlieue Ouest Music - Format : CD, téléchargement digital           | -                  | -                  | -                  |        |                |
| Capitale du crime          | - Sortie : 31 janvier 2008 - Label : Banlieue Sale, Believe - Format : CD, téléchargement digital     | 78                 | -                  | -                  | 10 000 |                |
| Capitale du crime volume 2 | - Sortie : 18 janvier 2010 - Label : Banlieue Sale, Jive-Epic - Format : CD, téléchargement digital   | 3                  | 20                 | 94                 | 60 000 |                |
| Capitale du crime volume 3 | - Sortie : 28 novembre 2011 - Label : Banlieue Sale, Jive-Epic - Format : CD, téléchargement digital  | 10                 | 24                 | 55                 | 65 000 |                |
| Capitale du crime volume 4 | - Sortie : 24 novembre 2014 - Label : Banlieue Sale - Format : CD, téléchargement digital             | 15                 | 50                 | -                  | 55 000 |                |
| Capitale du crime Censuré  | - Sortie : 2 juin 2017 - Label : Banlieue Sale - Format : CD, téléchargement digital                  | 15                 | 31                 | 99                 | 30 000 |                |
| Sombre                     | - Sortie : 12 octobre 2018 - Label : Banlieue Sale - Format : téléchargement digital                  | 29                 | 58                 | -                  | 15 000 |                |

## EP
- 2018 : Rien à Prouver

- 2001 : J'avance

1. Intro dj dwonh [ ashe ]
2. Sanglant
3. Sur le chemin
4. J'avance (feat Casey)
5. A4 (feat K.ommando Toxic)

- 2004 : Boum Boum Boum (avec Mala)

1. Boum boum boum (original version)
2. Boum boum boum (instrumental)
3. Boum boum boum (a cappella)

## CD Singles
- 2004 : Manque d'argent

1. Manque d'argent
2. 3 gars au ghetto (ballade) (Version Acoustique)

- 2005 : L'unité

1. L'unité (feat J-Mi Sissoko)
2. Peu à l'arrivée

- 2007 : Qui peut me stopper

1. Qui peut me stopper ?
2. Reste en chien (feat. Booba)

- 2008 : Tombé pour elle

1. Tombé pour elle (feat. Amel Bent)
2. Drôle de parcours

## Compilations
- 2003 : 109 Rap & R&B
- 2009 : Spéciale dédicace au rap français volume 3 : La Fouine édition
- 2012 : Trappes Stars

## Chansons

### Singles par album ou mixtapes
| Année     | Single | Album                                              |
| --------- | --- | -------------------------------------------------- |
| 2004      | - 1er single : Planète Trappes - 2e single : On met le fire (avec Chabodo et Gued'1) - 3e single : Bourré au son (Remix) - 4e single : Mate ça | Planète Trappes                                    |
| 2005      | - 1er single : Autobiographie - 2e single : Quelque chose de spécial (avec Ellijah) - 3e single : L'unité (avec J-Mi Sissoko) - 4e single : Peu à l'arrivée | Bourré au son                                      |
| 2006      | - 1er single : Ferme ta gueule - 2e single : Banlieue Ouest 2 (Canardo) - 3e single : Quand je dis stop (avec Mariam) | Planète Trappes volume 2                           |
| 2007      | - 1er single : Qui peut me stopper ? - 2e single : Reste en chien (avec Booba) - 3e single : Tombé pour elle (avec Amel Bent) - 4e single : Banlieue Sale (avec Gued'1 & Kennedy) - 5e single : On s'en bat les couilles - 6e single : Drôle de parcours | Aller-retour                                       |
| 2008      | - 1er single : Cherche la monnaie - 2e single : Capitale du crime (avec Canardo) - 3e single : Dignity (avec Matchstick) | Capitale du crime                                  |
| 2009      | - 1er single : Ca fait mal remix (avec Soprano et Sefyu) - 2e single : Tous les mêmes - 3e single : Du ferme - 4e single : Hamdoulah moi, ça va (avec Canardo) - 5e single : Chips | Mes repères                                        |
| 2010      | - 1er single : Krav maga - 2e single : Banlieue sale music (avec Nessbeal) - 3e single : Nés pour briller (avec Canardo, Green Money & MLC) - 4e single : Iblis (Canardo) - 5e single : Pleure pas (avec Green Money, Canardo & Kennedy) | Capitale du crime volume 2                         |
| 2011      | - 1ersingle : Passe leur le salam (avec Rohff) - 2e single : Veni, vidi, vici - 3e single : Caillra for life (avec The Game) - 4e single : Papa - 5e single : D'où l'on vient - 6e single : Les soleils de minuits - 7e single : Bafana Bafana (Remix) (avec DJ Battle, Admiral T, Canardo, Seth Gueko & Nessbeal) - 8e single : Toute la night                   | La Fouine vs Laouni                                |
| 2012      | - 1er single : VNTM.com - 2e single : Vécu (avec Kamelanc') - 3e single : J'arrive en balle (avec Fababy) - 4e single : C'est bien de (avec Fababy) - 5e single : Ben Laden - 6e single : Rollin' like a boss (avec Mackenson et T-Pain) - 7e single : Jalousie (avec Six Coups MC, Fababy et Leck) - 8e single : Capitale du crime 3 (avec 3010 et Sneazzy West) | Capitale du crime volume 3                         |
| 2013      | - 1er single : Paname Boss (avec Sniper, Niro, Youssoupha, Canardo, Fababy et Sultan) - 2e single : J'avais pas les mots [null Diamant] - 3e single : À l'époque - 4e single : Il se passe quelque chose (avec Youssoupha) - 5e single : Ma meilleure (avec Zaho) - 6e single : Essaie Encore - 7e single : Ray Charles (avec French Montana)                     | Drôle de parcours                                  |
| 2013-2014 | - 1er single : La Fête des Mères (2013 - hors album) - 2e single : Saha - 3e single : Conseil d'Ami (avec GSX) - 4e single : Fais les deux (avec Kozi) | Capitale du crime volume 4                         |
| 2014      | - 1er single : Team BS - 2e single : Case départ - 3e single : Ma vérité - 4e single : 1.2.3 - 5e single : Fierté | Team BS (Album commun avec Sindy, Fababy & Sultan) |
| 2016      | - 1er single : Par intérêt - 2e single : Insta - 3e single : Argent Sale - 4e single : Terminus - 5e single : Sans ta voix - 6e single : La fin du monde - 7e single : Es-tu validé? | Nouveau monde                                      |
| 2017      | - 1er single : Chargée - 2e single : Litron - 3e single : RS4 - 4e single : Donne-moi mes sous - 5e single : QDS - 6e single : Noyé | Capitale du crime Censuré                          |
| 2018      | - 1er single : Yencli - 2e single : Pour Les Vrais - 3e single : Rue - 4e single : Mohammed Salah | Capitale du crime Censuré volume 2                 |

### Autres singles
2002 :
- Alibi Montana avec La Fouine - C'est pour les mecs d'en bas

2003 :
- La Fouine - Manque d'argent
- La Fouine - 3 gars au ghetto
- La Fouine - Mon autobiographie

2004 :
- VF Gang avec La Fouine - Banlieue Ouest

2006 :
- Chabodo avec La Fouine & Jazz Malone - Levez haut les drapeaux

2007 :
- Manu Key avec La Fouine - Responsable
- Al Peco avec La Fouine - Apparitions

2008 :
- Enhancer avec La Fouine - Rock Game
- Grodash avec La Fouine - Tenter sa chance

2009 :
- Don Bigg avec La Fouine - La3bine
- Timati avec La Fouine & J-Mi Sissoko - Briquets
- Beuz avec La Fouine et Futur Proche - Matière grise

2010 :
- Admiral T avec Médine & La Fouine - Viser la victoire
- Canardo avec La Fouine - Henijay
- Sofiane avec La Fouine - Blankok City Gang
- Nessbeal avec La Fouine - Au bout de la route
- La Fouine avec Alonzo & Teddy Corana - Dans nos quartiers

2011 :
- Corneille avec La Fouine - Des pères, des hommes et des frères
- Médine avec Salif, Tunisiano, Mac Tyer, Ol Kainry, Rim'K, Keny Arkana & La Fouine - Téléphone arabe
- Still Fresh avec La Fouine - C'est pas la même

2012 :
- Zifou avec La Fouine - C'est la hass
- DJ Battle avec Sultan, M.A.S, Canardo & La Fouine - Jalousie (remix)
- Fababy avec La Fouine - Problème
- M.A.S avec La Fouine - Sur un banc

2013 :
- Kamelanc' avec La Fouine - Pour en arriver là
- Fababy avec La Fouine - Wesh ma gueule
- Marechal avec La Fouine - Du lourd
- Mac Tyer avec La Fouine - Interdit d'échouer
- La Fouine - Badr Hari
- Fababy avec La Fouine - Le jour se lève
- Fababy avec La Fouine - Wesh ma gueule

2014 :
- Volts Face avec La Fouine - La vie continue

2015 :
- Sindy avec La Fouine - Sans rancune
- DJ Mike One avec La Fouine & Gyptian - Wine Up
- Smoke avec La Fouine - Stradivarius

2016 :
- Kalash avec La Fouine - Weed
- La Fouine - Donald Trump

2017 :
- La Fouine - Johnny
- La Fouine - Aubameyang

### Morceaux classés

#### Autres morceaux en featuring
| Année | Album                                                                 | Meilleure position | Meilleure position | Album                      |
| Année | Album                                                                 | FR                 | BEL (Fr) Ultratop  | Album                      |
| ----- | --------------------------------------------------------------------- | ------------------ | ------------------ | -------------------------- |
| 2011  | "Des pères, des hommes et des frères" (Corneille featuring La Fouine) | 25                 | 2                  | Les Inséparables           |
| 2012  | "Rollin' Like a Boss" (Mackenson featuring La Fouine & T-Pain)        | 141                | —                  | Capitale du crime volume 3 |
| 2012  | "C'est la hass" (Zifou featuring La Fouine)                           | 66                 | —                  | Zifou 2 Dingue             |

### Autres apparitions
| Année | Titre[A] |
| ----- | --- |
| 2000  | - La Fouine - Ma génération sur la compilation Rap.com |
| 2001  | - La Fouine avec MC Circulaire - Façon Fouiskin |
| 2002  | - La Fouine - Freestyle sur la mixtape Violences urbaines de LIM) - Alibi Montana avec La Fouine - C'est pour les mecs d'en bas sur la compilation Mandat de dêpot de Alibi Montana |
| 2003  | - La Fouine - Staarflah la famille sur la compilation Talents fâchés - La Fouine - Mon autobiographie sur la mixtape Ma Zone de Mala - La Fouine - 3 gars au ghetto sur la compilation 109 Rap & R&B - La Fouine - Manque d'argent sur la compilation 109 Rap & R&B - La Fouine - G des tasses sur la compilation 109 Rap & R&B |
| 2004  | - La Fouine avec Shyd-D - For my J's sur la mixtape 92100% Hip Hop Vol.4 - La Fouine avec Mala - Boum boum boum sur le maxi du même nom |
| 2005  | - La Fouine - C'est pour les mecs d'en bas sur la compilation West Rider 2 - Willy Denzey avec la Fouine - Life sur l'album #1 de Willy Denzey - La Fouine avec Pat Seb - Let's shake the towels |
| 2006  | - La Fouine - Il en faut sur la compilation Talents fâchés 3 - La Fouine avec Jazz Malone - Non-stop sur la compilation Paname All Stars - La Fouine - Les barreaux sur la compilation Phonographe - Chabodo avec La Fouine & Jazz Malone - Levez haut les drapeaux sur l'album La Délinquance de Chabodo - La Fouine avec 2g68 - Koma etilik - La Fouine avec S.Kro & Mc Gam'1 - Luxembourg City |
| 2007  | - Bibo avec La Fouine - Vie and Drop La Fouine sur l'album Volume Rose de Bibo - Manu Key avec La Fouine - Responsable sur l'album Prolifique Vol.2 de Manu Key - Al Peco avec La Fouine - Apparitions sur la mixtape Genération T1kiete d'Al Peco - Phil G Unit avec La Fouine - Talents gâchés sur la mixtape du même nom de Phil G Unit - La Toxine avec La Fouine - J'ai de l'amour pour mes cailles sur la compilation Hi-One 1er Opus - Matchstick avec La Fouine - Dignity sur l'album Shock Therapy de Matchstick - La Fouine avec Comma Comma - Luxembourg Freestyle Shop (Promo) - La Fouine - Hold up (devait être présent sur Aller-retour) - La Fouine - État des lieux |
| 2008  | - La Fouine - J'repense aux frères sur la compilation Big Ballers vol.2 - Grodash avec La Fouine - Tenter sa chance sur l'album La Vie de rêve de Grodash - Enhancer avec La Fouine - Rock Game sur l'album Désobéir de Enhancer - La Fouine avec Pat Seb - If You Could Shut The *** Up (Extended)¨$L - La Fouine avec Phil G - Respect aux mothers - La Fouine avec Willy Denzey - Très agile, elle niche dans les greniers ou les dépendances - La Fouine avec Slim'H - Les portos ils vont prendre cher - James Izmad avec La Fouine - Oh No(Remix) sur la compilation La FNAC en mode rap français - Amine avec La Fouine - La Génie |
| 2009  | - La Fouine avec Scalo - Puisqu'on sait sur la compilation Art' East (Best Of Label Rouge 3) - DJ Battle avec La Fouine & Francisco - Du ferme (Remix) sur l'album Spéciale dédicace au rap français vol. 3 :La Fouine édition de DJ Battle - La Fouine avec Game - My Life (Remix) sur la mixtape Lil Wayne for President de DJ Battle - La Fouine avec Accord'Eon - FT en galère, Let's Jump Baby ! - Don Bigg avec La Fouine - La3bine sur la mixtape Byad ou K7al de Don Bigg - Timati avec La Fouine & J-Mi Sissoko - Briquets sur l'album The Boss de Timati - La Fouine avec Reviens du balcon - J'crois que je ne vais pas manger ce soir - La Fouine - Reste tranquille (devait être présent sur Capitale du crime volume 2) - Beuz avec La Fouine et Futur Proche - Matière grise sur l'album Seulement une plume peut me donner des ailes de Beuz - La Fouine - Aux Champs Élysées (reprise de Les Champs Élysées de Joe Dassin) - La Fouine - Rien à perdre (Bande originale de Banlieue 13 : Ultimatum) |
| 2010  | - Admiral T avec La Fouine & Medine - Viser la victoire sur l'album Intinct Admiral de Admiral T - Canardo avec La Fouine - Henijay sur l'album Papillon de Canardo - La Fouine avec Alonzo & Teddy Corona - Dans nos quartiers sur la compilation Street Lourd Vol. 2 - Sofiane avec La Fouine - Blankok City Gang sur l'album Blacklist de Sofiane - Nessbeal avec La Fouine - Au bout de la route sur l'album NE2S de Nessbeal - Rohff avec La Fouine - On peut pas tout avoir sur l'album La Cuenta de Rohff |
| 2011  | - Enhancer avec La Fouine, Kennedy, Aketo, Leo Berliner & Billy Bats - Rock Game (Remix) - Still Fresh avec La Fouine - C'est pas la même sur l'album Mes rêves de Still Fresh - 3010 avec Still Fresh & La Fouine - C'est pas la même (Remix) - Médine avec Salif, Tunisiano, Mac Tyer, Ol Kainry, Rim'K, Keny Arkana & La Fouine - Téléphone arabe sur l'album Table d'écoute 2 de Médine - Corneille avec La Fouine - Des pères, des hommes et des frères sur l'album Les Inséparables de Corneille - Seth Gueko avec La Fouine - Toucher le ciel sur l'album Michto de Seth Gueko - La Fouine - C'est de l'or - Nessbeal avec Mister You et La Fouine - Là où les vents nous ménent sur l'album Sélection naturelle de Nessbeal - La Fouine - On contrôle le monde - La Fouine - Laisse-la s'enjailler (reprise de Femme libérée de Cookie Dingler) - La Fouine - Chewing gum (devait être présent sur Capitale du crime volume 3) - La Fouine - Tu n'as aucun swagg - La Fouine - Nos erreurs (reprise de A nos actes manqués de Jean-Jacques Goldman qui devait être présent sur La Fouine vs Laouni) - La Fouine avec Chabodo - Charger à bloc - Chabodo avec La Fouine - C'est pour sur la mixtape 2001 - 2011 de Chabodo - La Fouine - Si je remonte en arrière |
| 2012  | - Fababy avec La Fouine - Problème sur la mixtape La Symphonie des chargeurs de Fababy - Fababy avec La Fouine - Mère seule extrait de La Symphonie des chargeurs de Fababy - La Fouine - Mimi Cracra (devait être présent sur Capitale du crime volume 3) - La Fouine - Jacques Chirac (devait être présent sur Capitale du crime volume 3) - La Fouine avec Le Rat Luciano - Espérer sur la compilation Projet Nord Sud de 13e art music - Zifou avec La Fouine - C'est la hass sur l'album Zifou 2 dingue de Zifou - Canardo avec La Fouine - Tous ce que j'aurais voulu faire sur la mixtape A la youv de Canardo - Canardo avec La Fouine et Seth Gueko : Mele me (remix) sur la mixtape A la youv de Canardo - Kennedy avec La Fouine - On s'arrange sur la mixtape Sur écoute de Kennedy - M.A.S avec La Fouine (producteur) - Mauvais rêves sur l'album Minute de silence de M.A.S - M.A.S avec La Fouine - Sur un banc sur l'album Minute de silence de M.A.S - La Fouine - Si Maman Si (reprise de Si Maman Si de France Gall) - DJ Battle avec La Fouine : Trappes Stars sur la compilation du même nom - Patrick Bruel avec La Fouine : Maux d'enfants sur l'album Lequel de nous de Patrick Bruel - Sultan avec La Fouine - Des jours meilleurs sur l'album Des jours meilleurs de Sultan - Sultan (avec La Fouine dans le refrain) - Qui n'a pas cru en moi sur l'album Des jours meilleurs de Sultan - S-Pi avec La Fouine, Youssoupha, Grodash, Tito Prince, Kozi & Poison - Kinshasa Boss - La Fouine avec Admiral T, Kalash, XMAN, Young Chang Mc & Lieutenant - West Indies (Remix) - La Fouine - La Sieste (10 minutes à perdre) - DJ Battle avec La Fouine, Sultan, Francisco et 3010 - Jalousie (Remix) |
| 2013  | - Kamelanc' avec La Fouine - Pour en arriver là sur l'album Coupé du monde de Kamelanc' - La Fouine avec Tar-K Sheitanik - Waheed (On les baise) - Fababy avec La Fouine - Wesh ma gueule sur l'album La Force Du Nombre de Fababy - La Fouine avec Bad News Brown - Reign (Remix) - Marechal avec La Fouine - Du Lourd - Mac Tyer avec La Fouine - Interdit D'échouer sur l'album Banger # 1 de Mac Tyer - Fababy avec La Fouine - Le Jour Se Lève sur l'album La Force Du Nombre de Fababy - Fababy avec S-Pri Noir, Sadek, Still Fresh, Hayce Lemsi, Sultan et La Fouine - Envoie les billets sur l'album La Force Du Nombre de Fababy - Shtar Academy avec La Fouine - Nostalgique sur l'album Shtar Academy |
| 2014  | - Volts Face avec La Fouine - La vie continue sur la mixtape Face A Volts de Volts Face - DJ Skorp avec La Fouine, Sultan et Canardo - Touche à rien |
| 2015  | - Sindy feat. La Fouine - Sans rancune sur l'album Selfie de Sindy |

### Musique de films
- 2009 : Banlieue 13 : Ultimatum de Patrick Alessandrin : Rien à perdre
- 2012 : bande originale de Rouleur de journaux de Sébastien Rougemont.
- 2018: Dans Tom Clancy's Jack Ryan la musique T'es mort dans le film (feat. Ace Hood)

## Clips

### Clips de morceaux extraits de ses albums
| 2004            | Autobiographie                                                                                           | OCM                   |             |      |       |             |
| 2005            | L'Unité (feat J-Mi Sissoko)                                                                              | OCM                   |             |      |       |             |
| 2005            | Quelque Chose De Spécial (avec Ellijah)                                                                  | OCM                   |             |      |       |             |
| 2006            | On S'en Bat les....                                                                                      | OCM                   |             |      |       |             |
| 2007            | Qui Peut Me Stopper ?                                                                                    | OCM                   |             |      |       |             |
| 2007            | Reste en Chien (avec Booba)                                                                              | OCM                   |             |      |       |             |
| 2007            | Banlieue Sale (avec Gued'1 et Kennedy)                                                                   | -                     |             |      |       |             |
| 2007            | Dignity (avec Matchstick)                                                                                | -                     |             |      |       |             |
| 2007            | Tombé pour elle (avec Amel Bent)                                                                         | OCM                   |             |      |       |             |
| 2008            | Cherche la Monnaie                                                                                       | Poom Prod             |             |      |       |             |
| 2008            | Ça Fait Mal (Remix) (avec Soprano et Sefyu)                                                              | Mazava Prod           |             |      |       |             |
| 2009            | Tous les mêmes                                                                                           | C4 Productions        |             |      |       |             |
| 2009            | Ça Fait Mal (live)                                                                                       | Double N Prod         |             |      |       |             |
| 2009            | Du Ferme                                                                                                 | Mazava Prod           |             |      |       |             |
| 2009            | Hamdoulah Ça Va (avec Canardo)                                                                           | Mazava Prod           |             |      |       |             |
| 2009            | Krav Maga                                                                                                | Chris Macari          |             |      |       |             |
| 2009            | Banlieue Sale Music (avec Nessbeal)                                                                      | Chris Macari          |             |      |       |             |
| 2009            | Krav Maga (Remix) (avec Gued'1, Green Money, Canardo et MLC)                                             | Chris Macari          |             |      |       |             |
| 2010            | Nés Pour Briller (avec Canardo, Green Money et MLC)                                                      | Charly Clodion        |             |      |       |             |
| 2010            | Mauvais Œil (avec Green Money)                                                                           | Iceland Film          |             |      |       |             |
| 2010            | Passe-Leur Le Salam (avec Rohff)                                                                         | Cotone Prod           |             |      |       |             |
| 2010            | Caillra For Life (feat The Game                                                                          | Mazava Prod           |             |      |       |             |
| 2011            | Veni Vidi Vici                                                                                           | Mazava Prod           |             |      |       |             |
| 2011            | Les Soleils De Minuit                                                                                    | Double N Prod         |             |      |       |             |
| 2011            | Papa | Mazava prod           |             |      |       |             |
| 2011            | Mathusalem                                                                                               | Double N Prod         |             |      |       |             |
| 2011            | Fouiny Gamos                                                                                             | Double N Prod         |             |      |       |             |
| 2011            | Interlude-One Shot                                                                                       | 1986 Prod             |             |      |       |             |
| 2011            | Caillra For Life (studio) (avec (The Game)                                                               | The Walkers Ent       |             |      |       |             |
| 2011            | Elle venait du ciel (avec Zaho)                                                                          | Mangua.D              |             |      |       |             |
| 2011            | Bafana Bafana (Remix) (avec Soprano, Admiral T , Seth Gueko, Canardo, Nessbeal, DJ Battle et Cut Killer) | Double N Prod         |             |      |       |             |
| 2011            | Nhar Sheitan Click                                                                                       | 1986 Prod             |             |      |       |             |
| 2011            | D'où L'on Vient                                                                                          | Mazava Prod           |             |      |       |             |
| 2011            | Toute La Night                                                                                           | 1986 Prod             |             |      |       |             |
| 2011            | VNTM.COM (avec DJ Khaled)                                                                                | 1986 Prod             |             |      |       |             |
| 2011            | Vécu (avec Kamelanc')                                                                                    | 1986 Prod             |             |      |       |             |
| 2011            | J'arrive En Balle (avec Fababy)                                                                          | 1986 Prod             |             |      |       |             |
| 2011            | Ben Laden                                                                                                | 1986 Prod             |             |      |       |             |
| 2011            | C'est Bien de... (avec Fababy)                                                                           | 1986 Prod             |             |      |       |             |
| 2011            | Rollin' Like A Boss... (avec Mackenson & T-Pain)                                                         | 1986 Prod             |             |      |       |             |
| 2011            | Rappelle-toi(avec M.A.S.)                                                                                | Guillaume Viscogliosi |             |      |       |             |
| 2011            | Jalousie (avec Six coups MC , Leck & Fababy)                                                             | 1986 Prod             |             |      |       |             |
| 2012            | Capitale du Crime 3 (feat Sneazzy West et 3010)                                                          | 1986 Prod             |             |      |       |             |
| 2012            | Paname Boss (avec Sniper, Niro, Youssoupha, Canardo, Fababy & Sultan)                                    | 1986 Prod             |             |      |       |             |
| 2012            | J'avais Pas Les Mots                                                                                     | C4 Productions        |             |      |       |             |
| 2013            | Il Se Passe Quelque Chose (avec Youssoupha)                                                              | 1986 Prod             |             |      |       |             |
| 2013            | Ma Meilleure (avec Zaho)                                                                                 | C4 Productions        |             |      |       |             |
| 2013            | Quand Je Partirai                                                                                        | Beat Bounce           |             |      |       |             |
| 2013            | La Fête des Mères                                                                                        | Beat Bounce           |             |      |       |             |
| 2013            | Essaie Encore                                                                                            | C4 Productions        |             |      |       |             |
| 2013            | Team BS (avec Sindy, Sultan & Fababy)                                                                    | -                     |             |      |       |             |
| 2014            | Case départ (avec Team BS)                                                                               | -                     |             |      |       |             |
| 2014            | Ma vérité (avec Team BS)                                                                                 | -                     |             |      |       |             |
| 2014            | Fierté (avec Team BS)                                                                                    | -                     |             |      |       |             |
| 2014            | 1.2.3 (avec Team BS)                                                                                     | -                     |             |      |       |             |
| 2014            | Saha | Glenn Smith           |             |      |       |             |
| 2014            | Fais les deux (avec Kozi)                                                                                | Glenn Smith           |             |      |       |             |
| 2014            | Intro CDC 4                                                                                              | Glenn Smith           |             |      |       |             |
| 2014            | Va Bene (avec Reda Taliani)                                                                              | Glenn Smith           |             |      |       |             |
| 2014            | Crick Crick (avec Ixzo)                                                                                  | Glenn Smith           |             |      |       |             |
| 2014            | Lové | Beat Bounce           |             |      |       |             |
| 2014            | NDM | Glenn Smith           |             |      |       |             |
| 2014            | Cry (avec Omarion)                                                                                       | Digital Wonderlabs    |             |      |       |             |
| 2014            | Il y aura des blessés (avec GSX)                                                                         | Glenn Smith           |             |      |       |             |
| 2015            | Par intérêt                                                                                              | Glenn Smith           | Glenn Smith | 2016 | Insta | Glenn Smith |
| Argent Sale     | Glenn Smith                                                                                              | Glenn Smith           |             | 2016 |       |             |
| Terminus        | Glenn Smith                                                                                              |                       |             | 2016 |       |             |
| Sans ta voix    | Glenn Smith                                                                                              |                       |             | 2016 |       |             |
| La fin du monde | Glenn Smith                                                                                              |                       |             | 2016 |       |             |
| Es-tu validé?   | Glenn Smith                                                                                              |                       |             | 2016 |       |             |
| 2017            | Chargée                                                                                                  | Tikadazz              |             |      |       |             |
| 2017            | Litron                                                                                                   | Glenn Smith           |             |      |       |             |
| 2017            | RS4 | Tikadazz              |             |      |       |             |
| 2017            | Donne-moi mes sous                                                                                       | Tikadazz              |             |      |       |             |
| 2017            | QDS | Glenn Smith           |             |      |       |             |
| 2017            | Zina | Glenn Smith           |             |      |       |             |

### Clips de morceaux extraits d'autres projets
| Année | Single                                                                     | Réalisateur            |
| ----- | -------------------------------------------------------------------------- | ---------------------- |
| 2004  | Banlieue Ouest (avec VF Gang)                                              | -                      |
| 2006  | État Des Lieux                                                             | Canal+ (Sarah Lelouch) |
| 2007  | Responsable (avec Manu Key)                                                | Chris Macari           |
| 2008  | Dignity (avec Matchscick)                                                  | -                      |
| 2010  | Viser La Victoire (avec Médine et Admiral T)                               | Chris Macari           |
| 2011  | Des Pères, Des Hommes Et Des Frères (avec Corneille)                       | C4 Productions         |
| 2011  | C'est La Hass (avec Zifou)                                                 | 1986 Prod              |
| 2012  | Problème (avec Fababy)                                                     | 1986 Prod              |
| 2012  | Jalousie (Remix) (avec DJ Battle, Sultan, Canardo, M.A.S & 3010)           | -                      |
| 2012  | Kinshasa Boss (avec S-Pi, Youssoupha, Tito Prince, Kozi, Poison & Grodash) | 16 Block Prod          |
| 2013  | Wesh Ma Gueule (avec Fababy)                                               | Koria                  |
| 2013  | Reign (Remix) (avec Bad News Brown)                                        | Montreality            |
| 2014  | Maux d'enfants (avec Patrick Bruel)                                        | -                      |
| 2015  | Sans rancune (avec Sindy)                                                  | -                      |

### Apparitions dans des clips
2008 :
- Macadam de Youssoupha

2009 :
- La mélodie du Ghetto de Black Kent
- Tonight de Green Money
- Une journée comme tant d'autres de Morad
- Fiers De Nos Racines De La Voix Du Peuple

2010 :
- Greenologie 2016 de Green Money
- On nous demande de Predatene
- Sortez les billets" de Chabodo
- Ca bouge pas de Nessbeal

2011 :
- Skyzofrench rap 2 d'Eklips
- La Symphonie des Chargeurs de Fababy
- Avec la haine de Fababy
- Mal à dire de Fababy

2012 :
- Pilote de M.A.S.
- Un arabe à Miami de Lacrim

2013 :
- Kanax In Paris de KC Rebell & Farid Bang

### Clips les plus vus
- La Fouine feat. Sultan, Fababy & Sindy - Vrais frères : 62 000 000 (Team BS)
- La Fouine feat. Zaho - Ma Meilleure : 65 000 000 (Drôle de parcours)
- La Fouine - Quand je partirai : 56 000 000 (Drôle de parcours)
- La Fouine feat. Reda Taliani - Va Bene : 34 900 000 (Capitale du crime volume 4)
- La Fouine feat Sultan , Fababy & Sindy - Fierté : 28 700 000 (Team BS)
- La Fouine feat Sultan , Fababy & Sindy - Case Départ : 28 000 000 (Team BS)
- La Fouine - J'avais pas les mots : 23 400 000 (Drôle de parcours)
- La Fouine feat. Tunisiano, Niro, Youssoupha, Canardo, Fababy & Sultan - Paname Boss : 22 600 000 (Drôle de parcours)
- La Fouine - Autopsie 5 : 20 400 000
- La Fouine - Tous les mêmes : 20 900 000 (Mes repères)
- La Fouine - Veni Vidi Vici : 19 425 000 (La Fouine vs Laouni)
- La Fouine feat. Kamelancien - Vécu : 18 200 000 (Capitale du crime volume 3)

## DVDs
- 2006 : Street Live Mag, vol.3
- 2007 : Street Live Mag Zapping
- 2007:Reality Mag "Embrouille de Millionnaire"